# John Talbot (16e comte de Shrewsbury)
Pour les articles homonymes, voir John Talbot et Talbot (homonymie).
John Talbot, 16e comte de Shrewsbury, 16e comte de Waterford (1791 – 1852) est un pair et aristocrate britannique. Parfois connu sous le nom de «bon comte John», il est décrit comme «le catholique britannique le plus en vue de son époque» bien qu'il ait été le dernier comte de Shrewsbury à être catholique. John est également Lord High Steward of Ireland, un poste occupé par les comtes de Shrewsbury depuis 1446.

## Biographie
John est né le 18 mars 1791 fils de John Joseph Talbot (9 juin 1765 - 8 août 1815) et Catherine Clifton. Il hérite ses titres en 1827 de son oncle paternel, Charles Talbot, 15e comte de Shrewsbury.

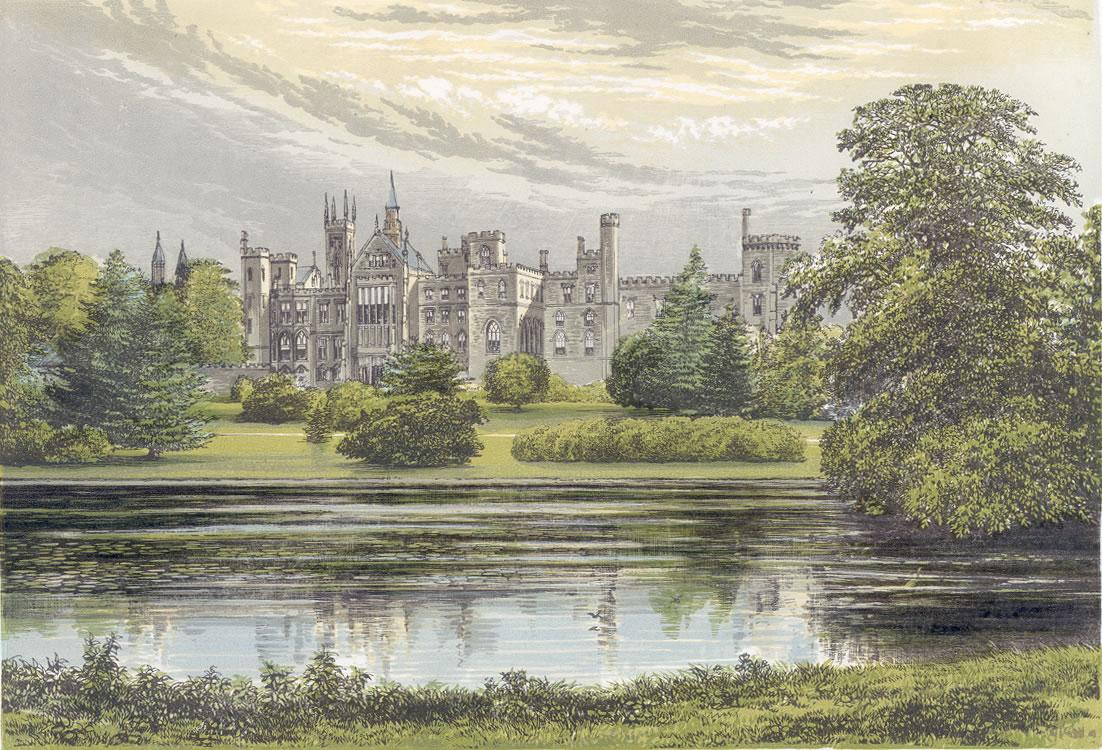
Alton Towers de l'autre côté du lac d'ornement

Parmi les domaines qu'il hérite de son oncle se trouve la maison principale de la famille Talbot, Heythrop Park, qui a brûlé en 1831. Après l'incendie, John déménage la famille dans un autre de ses domaines hérités, dans le Staffordshire. La maison est à l'origine connue sous le nom d'Alverton Lodge, et a été agrandie par le 15e comte, qui clôture le parc et commence à créer les jardins de la vallée formelle pour créer "Alton Abbey" (le nom "Abbey" a été choisi parce qu'il est à la mode, le site n'a aucun lien religieux). John continue le travail de son oncle à Alton, développant et agrandissant la maison et le domaine; il le renomme Alton Towers. John est un "patron de la renaissance gothique"  et charge l'architecte de la renaissance gothique Augustus Pugin de travailler aux tours .

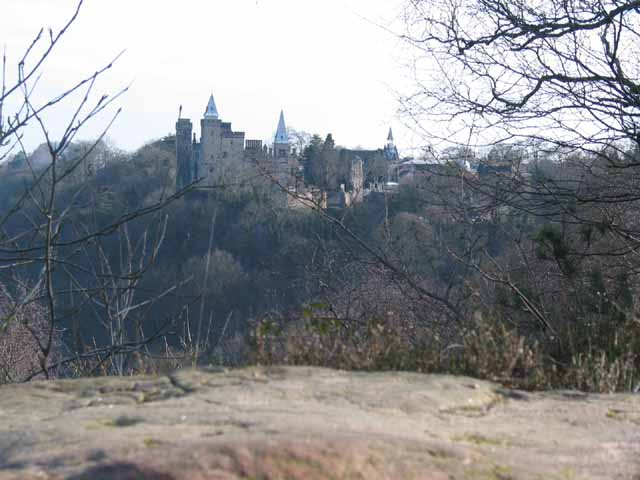
Château d'Alton de l'autre côté de la vallée de Churnet

En plus des travaux de construction à Alton Towers, John entreprend de reconstruire le château d'Alton à proximité. Le château occupe un précipice rocheux au-dessus de la rivière Churnet à la périphérie du village d'Alton, dans le Staffordshire. Sur un site fortifié depuis l'époque saxonne, le château du XIIe siècle est tombé en ruine au XIXe siècle. John fait démolir la plupart des ruines, engageant à nouveau Pugin pour concevoir un nouveau château de style néogothique, construit pour ressembler à un château médiéval français ou allemand. On ne sait pas pourquoi le 16e comte fait reconstruire le château. Il peut avoir été destiné à son cousin et successeur éventuel, Bertram Talbot (17e comte de Shrewsbury), ou il pourrait avoir été conçu comme une maison de douaire pour la femme du comte, s'il devait décéder avant elle. Vers la fin de la construction du château, le comte a suggéré que le château pourrait être une maison pour les prêtres, mais Pugin était "avec véhémence contre l'idée".
On se souvient de John comme du «bon comte John»  pour sa charité, ayant soutenu des écoles et des églises locales et financé la construction de nouvelles chapelles catholiques autour des Midlands. Parmi les bâtiments qu'il a aidés à financer, il y a Cathédrale Saint-Chad de Birmingham . Adjacent au château d'Alton, John fait construire une nouvelle église à côté d'une "réplique d'un hôpital médiéval, d'un hall de guilde et d'un presbytère"; sur les plans d'Auguste Pugin. L'ami du comte, Ambrose Philips, l'a convaincu de construire un monastère: cette idée s'est développée dans le complexe hospitalier qui a été construit, car John a estimé que cela "pouvait faire plus de bien pour la communauté" qu'un monastère. L'"hôpital" servait de "hospice humanitaire", s'occupant des pauvres et des personnes âgées de la paroisse. Les bâtiments abritaient également des prêtres pauvres et âgés, avec une bibliothèque attenante et une salle à manger. L'église, dédiée à Saint-Jean-Baptiste, a également été utilisée comme école pour les enfants pauvres locaux.
John est décédé le 9 novembre 1852, à l'âge de 61 ans. Ses funérailles ont lieu dans la cathédrale de Birmingham. John et sa femme sont enterrés dans l'église catholique romaine St. John the Baptist, l'église que John a construite à côté du château d'Alton.

## Famille
John épouse Maria Theresa Talbot (décédée le 8 juin 1856 ), fille de William Talbot de Castle Talbot, comté de Wexford, Irlande. Ils ont 3 enfants: 
- John Talbot; leur fils unique, est décédé en bas âge[2].
- Mary Alathea Beatrix Talbot; épouse le prince Filippo Andrea Doria (décédé le 19 mars 1876[7]) à Rome en 1832 [1] Marie est créée "Prinzessin von Bayern" (une princesse de Bavière) par le roi Louis Ier de Bavière [8]
- Gwendoline Catherine Talbot ; née le 3 décembre 1817 à Cheltenham, Gloucestershire. Gwendoline est décrite par le roi Guillaume IV comme «la plus grande beauté du royaume». Elle épouse également un prince italien, le prince Marcantonio Borghese, 8e prince de Sulmona le 11 mai 1835[9] à Rome. Gwendoline est décédée de la scarlatine à Rome, le 27 octobre 1840, à l'âge de 22 ans seulement. Gwendoline et Marcantonio ont 4 enfants. Leurs 3 fils sont tous morts de la rougeole peu de temps après la mort de Gwendoline. Leur fille, Agnese, s'est mariée pour devenir duchesse de Sora.